# الحوادي (مذيخرة)

تعديل مصدري - تعديل

الحوادي محلة تابعة لقرية الضبير، التابعة لعزلة المغاربة بمديرية مذيخرة إحدى مديريات محافظة إب في الجمهورية اليمنية، بلغ تعداد سكانها 33 حسب تعداد اليمن لعام 2004.